# Fermionski kondenzat
Fermionski kondenzat (ili Fermi-Dirakov kondenzat) je superfluidna faza formirana od fermionskih čestica na niskim temperaturama. Usko je povezan sa Boze-Ajnštajnovim kondenzatom, superfluidnom fazom formiranom od bozonskih atoma pod sličnim uslovima. Najraniji priznati fermionski kondenzat je opisao stanje elektrona u superprovodniku; fizika drugih primera uključujući nedavni rad sa fermionskim atomima je analogna. Prvi atomski fermionski kondenzat stvorio je tim na čelu sa Deborom S. Džin koristeći atome kalijuma-40 na Univerzitetu Kolorado Bolder 2003.

## Literatura
- Guenault, Tony (2003). Basic superfluids. Taylor & Francis. ISBN 978-0-7484-0892-4.
- „NIST/University of Colorado scientists create new form of matter: A Fermionic condensate” (Саопштење). University of Colorado. 28. 1. 2004. Архивирано из оригинала 2006-12-07. г.
- Rodgers, Peter; Dumé, Bell (28. 1. 2004). „Fermionic condensate makes its debut”. Physics World. Приступљено 29. 6. 2019.
- Hägler, Ph. (2010). „Hadron structure from lattice quantum chromodynamics”. Physics Reports. 490 (3–5): 49—175. Bibcode:2010PhR...490...49H. ISSN 0370-1573. arXiv:0912.5483 . doi:10.1016/j.physrep.2009.12.008.